# 馬溫·皮克
馬溫·劳伦斯·皮克（Mervyn Laurence Peake，1911年7月9日—1968年11月17日），是英國小說家、插畫家。2008年，《泰晤士报》将其评为“1945年以来最伟大的50个英国作家”之一。

## 生平

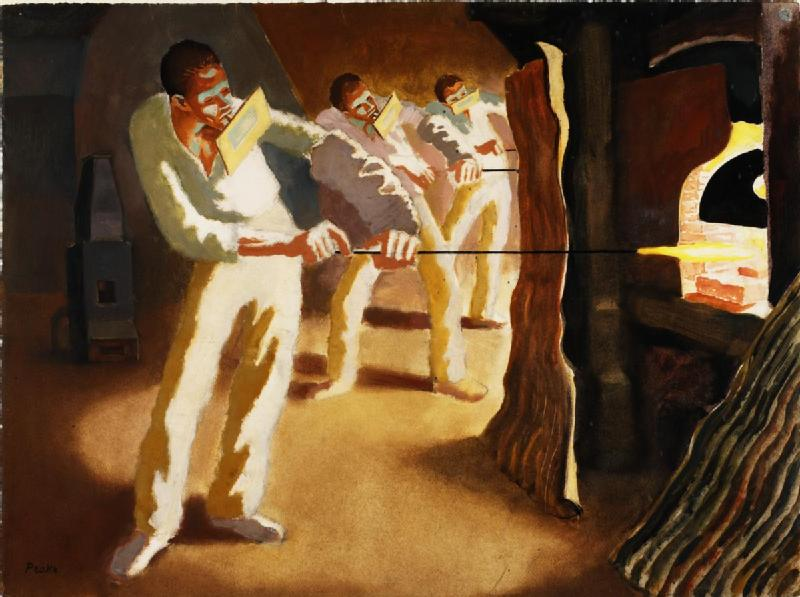
1943年绘画作品

生於中國江西省庐山牯岭，父亲贝实德（Ernest Cromwell Peake）為伦敦会的傳教士，先在湖南衡阳传教。不到一歲時全家搬往天津，在那接受中小學教育，1914年回国，1916年又返回中国，继续在天津读书，1922年12月返回英国，在伦敦的艾森学院、克罗伊登学院、皇家艺术研究院艺术学校继续就读。二战期间，他应征入伍，先后在皇家炮兵部队和皇家工兵部队服役。他的创作高峰期也出现在二战期间，绘制了许多战争题材画作，而《歌門鬼城》系列小说则在1946年至1960年代陆续完成。